# DuMont Laboratories
DuMont Laboratories était un fabricant américain de matériel de télévision. L'entreprise est fondée en 1931, à Upper Montclair dans le New Jersey, par l'inventeur Allen B. DuMont. Parmi les développements effectués par la société, figurent des tubes à cathodiques qui seront utilisés pour la télévision. DuMont est également l'inventeur de l'Œil magique,The Forgotten Network: DuMont and the Birth of American Television.